# Elda Ferri
Elda Ferri es una productora de cine italiana. Ella coprodujo la película de La vida es bella (1997) con Gianluigi Braschi, por lo que ambos recibieron una nominación al Óscar a la Mejor Película. La película también le valió una nominación a David di Donatello al Mejor Productor, así como un Premio del Cine Europeo a la Mejor Película.

## Premios y distinciones
Premios Óscar
| Año  | Categoría      | Película         | Resultado |
| ---- | -------------- | ---------------- | --------- |
| 1999 | Mejor Película | La vida es bella | Nominada  |